# Robert Croll
Robert Samuel Croll (Utrecht, 9 december 1954) is een Nederlands politicus en voormalig rechter. Sinds 13 juni 2023 is hij lid van de Eerste Kamer der Staten-Generaal.

## Carrière
Croll was werkzaam als rechtbankpresident, en was tot 1 juli 2023 senior rechter in Rechtbank Gelderland en raadsheer-plaatsvervanger in het Gerechtshof Arnhem-Leeuwarden. Hij was aanvankelijk lid van het CDA, en was voor deze partij voorzitter van de afdeling Lochem. In deze functie wist hij een intern conflict binnen de lokale gemeenteraadsfractie op te lossen. Daarnaast was hij lid van zowel D66 als Volt.
In het voorjaar van 2023 maakte hij de overstap van het CDA naar de BBB en werd namens deze partij kandidaat nummer 4 voor de Eerste Kamer der Staten-Generaal. Tijdens deze verkiezingen behaalde de BBB zestien Eerste Kamerzetels. Op 4 juli 2023 werd hij verkozen tot tweede Ondervoorzitter van de Eerste Kamer.
In juni 2025 kondigde hij aan over te stappen naar D66, onder andere vanwege het Gaza-standpunt van de BBB. Hij bleef echter lid van de Eerste Kamer.  In de Eerste Kamer verloor de coalitie van PVV, VVD, NSC en BBB daarmee de tweede zetel in een maand tijd, eerder was Eric Kemperman al uit de fractie gestapt.

## Privé
Croll zorgde voor opname van de genealogie van zijn familie in het naslagwerk Nederland's Patriciaat. Daaruit blijkt dat hij afkomstig is uit een van oorsprong Schots timmermansgeslacht dat vanaf de late negentiende eeuw ingenieurs voortbracht. Hijzelf is de zoon van ir. Hans Croll (1916-1992), tijdens zijn geboorte in 1954 directeur van een droogdokmaatschappij in Djakarta. Hij is samen met zijn echtgenote, dierenarts Cathrien barones van Verschuer, eigenaar en bewoner van Oolde, een 500 ha. groot landgoed met landhuis. Croll is sinds 1 november 2018 onbezoldigd voorzitter van de  Vereniging Particuliere Historische Buitenplaatsen en tevens sinds dat jaar bezoldigd bestuurder van  Stichting Baron Van Ittersum, eigenaresse van een 480 ha. groot Overijssels landgoed, 't Rozendael. Uit zijn in 1986 gesloten huwelijk heeft hij twee dochters en een zoon.
Willemijn Aerdts · Robert Croll · Fatimazhra Belhirch · Boris Dittrich · Paul van Meenen · Carla Moonen
- Gemeinsame Normdatei: 1315451980
- Parlement.com: vm0gga1wchsj
- Virtual International Authority File: 9287170529785720220001